# Titu
Titu város Dâmbovița megyében, Munténiában, Romániában. Bukaresttől, kb. 50 km-re északnyugatra helyezkedik el. Első írásos említése 1635-ből való, városi rangját 1968-ban kapta meg.

## Népesség
A település lakosságának alakulása:
- 1977 - 8612 lakos
- 1992 - 11 093 lakos
- 2002 - 10 226 lakos

## Külső hivatkozások
- A város honlapja